# Прибрежная филломедуза
Прибрежная филломедуза (лат. Phyllomedusa bahiana) — древесная лягушка из семейства Phyllomedusidae.

## Ареал и места обитания
Обитает в Южной Америке на северо-востоке Бразилии, главным образом в штате Баия. Населяет засушливое листопадное тропическое редколесье (каатингу) с выступами скал, временными ручьями, постоянными и временными водоёмами, сезонные и атлантические леса. Обитает вблизи постоянных водоёмов на участках каатинги с растительностью высотой более 3 м, в листопадных и полулистопадных влажных лесах. Встречается на высоте от 100 до 900 м. Ведёт древесный образ жизни. В пределах своего ареала довольно обычный вид.

## Размножение
Кладку икры откладывает на листьях, головастики развиваются в воде.

## Угрозы
Основной угрозой для вида являются вырубка и пожары в листопадных и полулистопадных лесах в пределах ареала.

## Фото

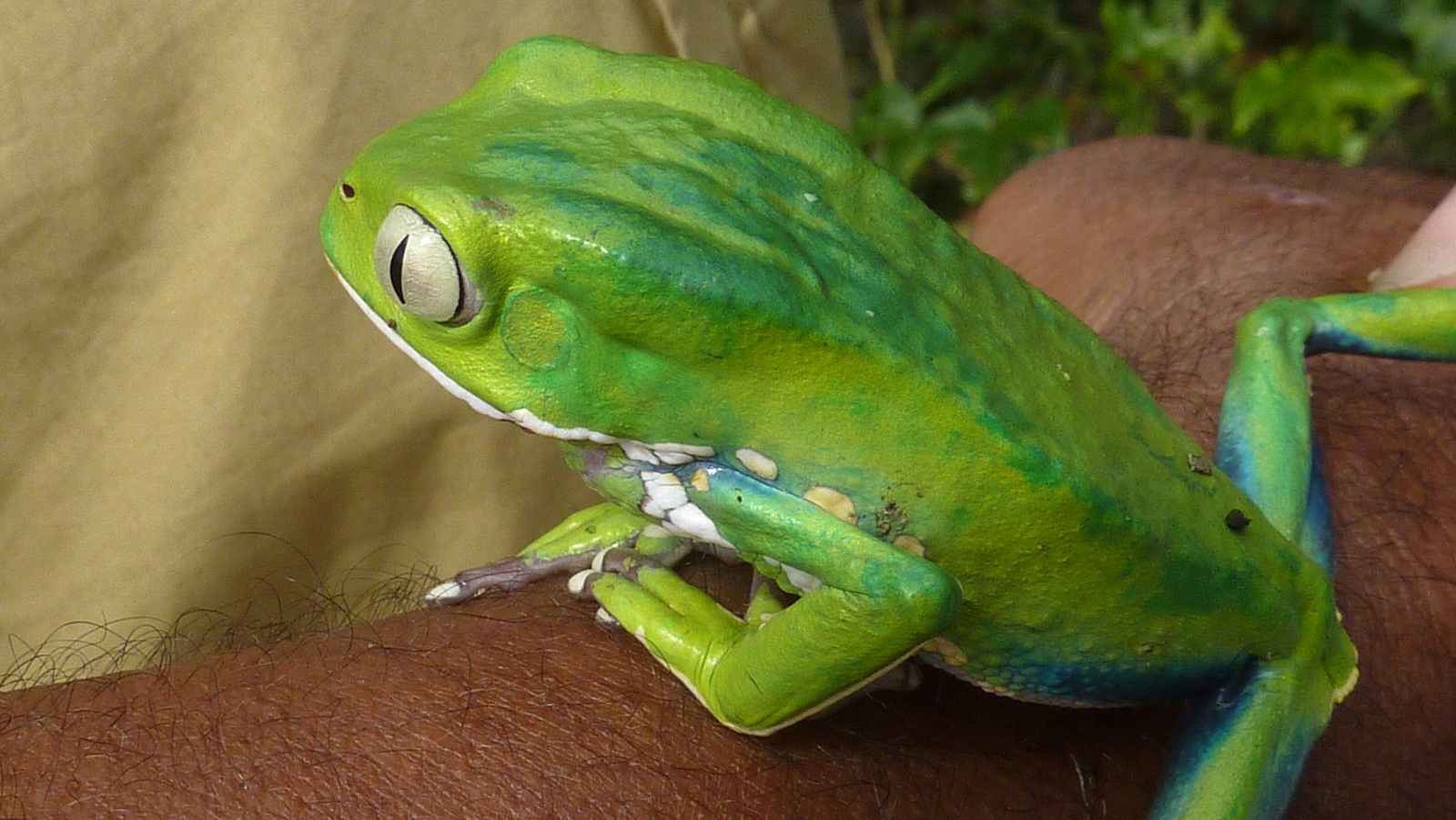
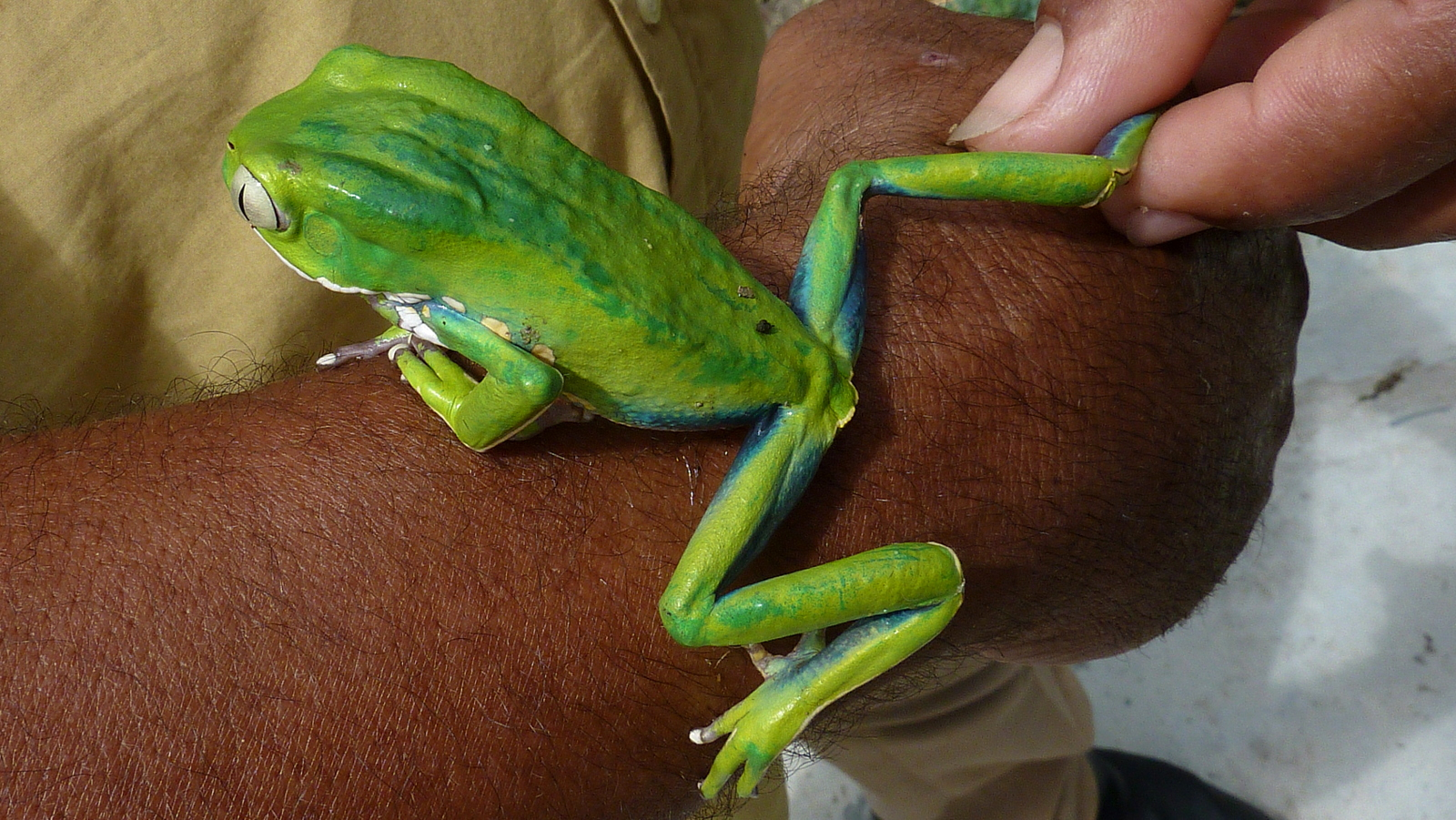
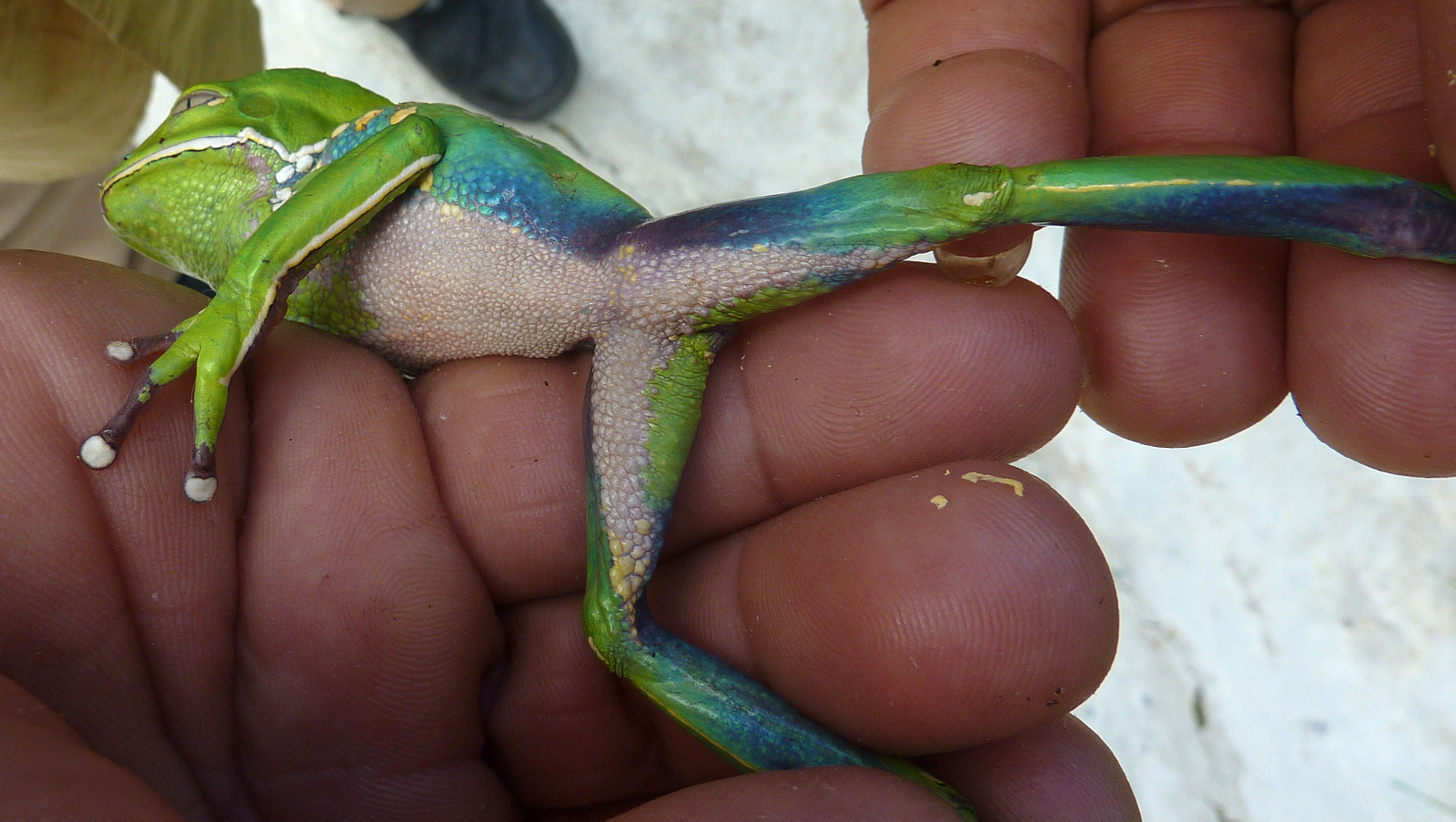
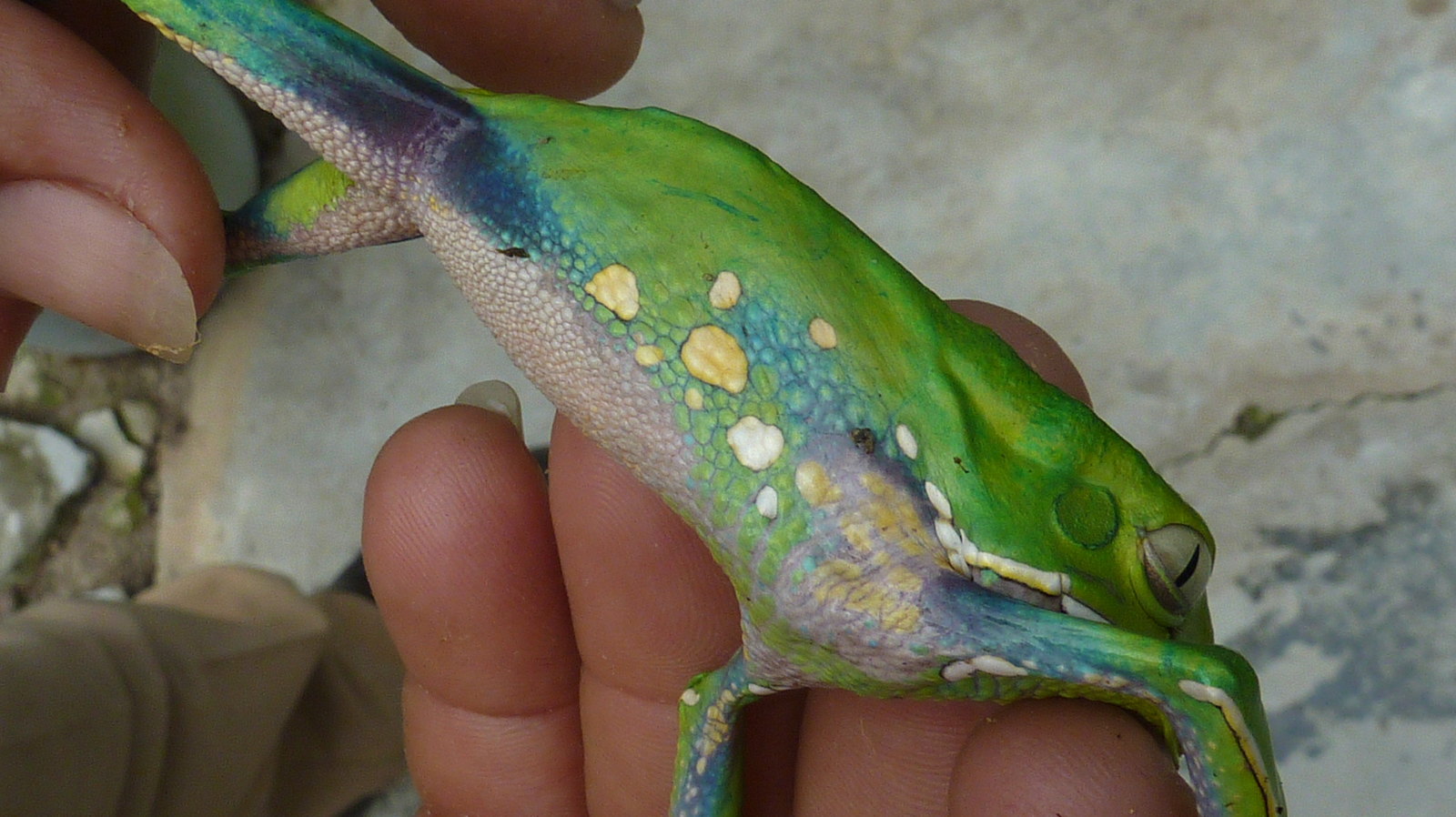
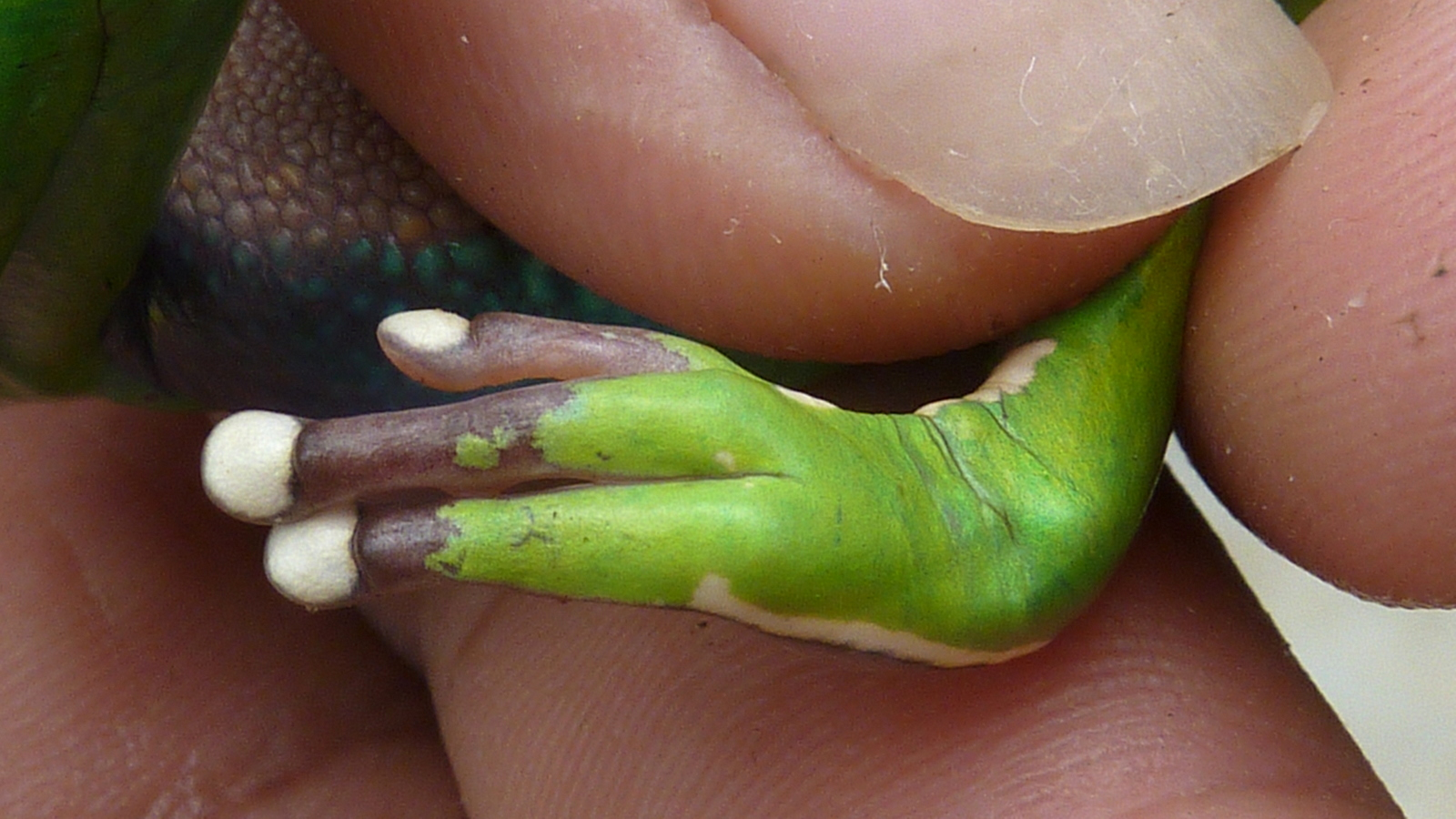
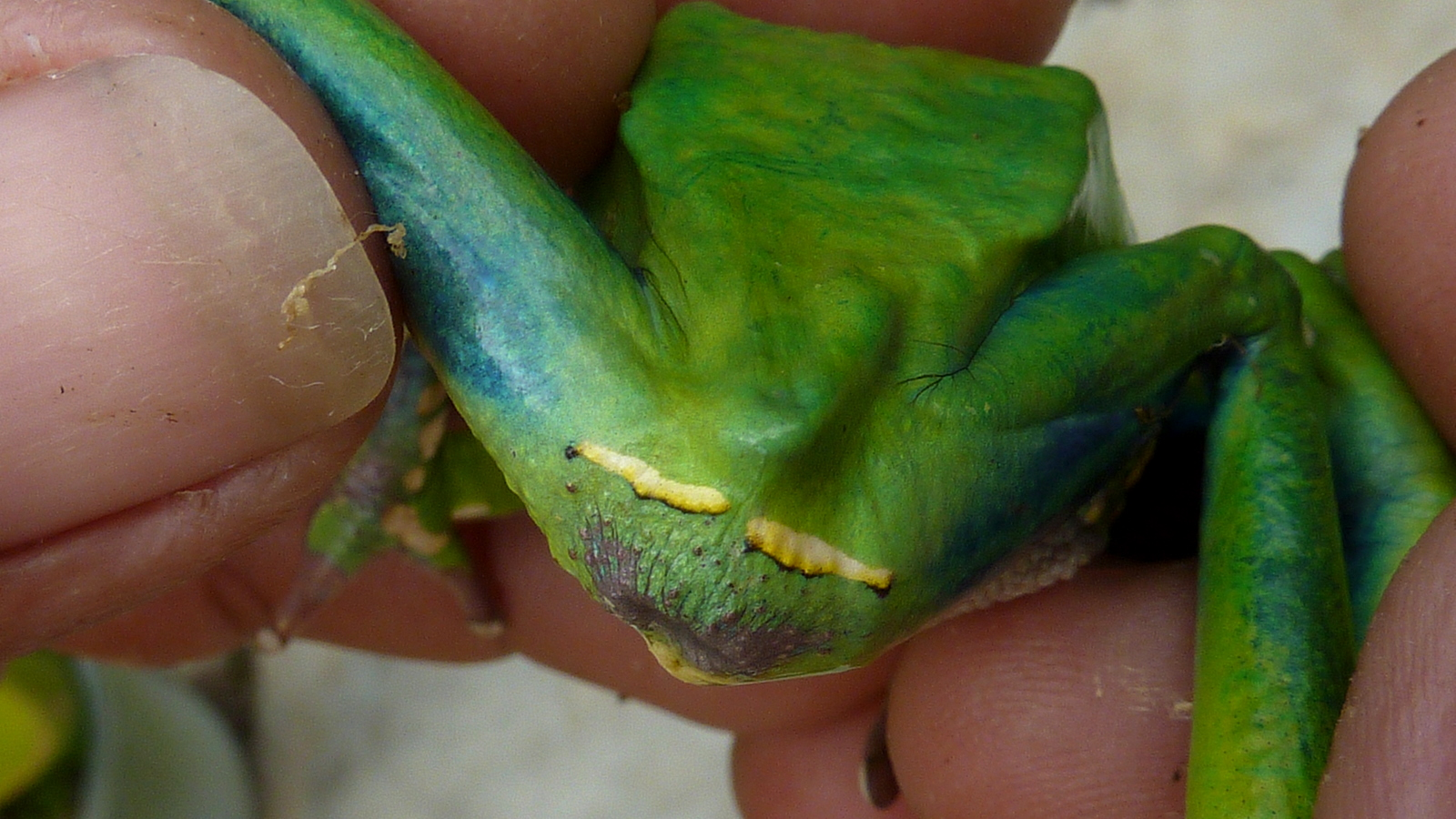
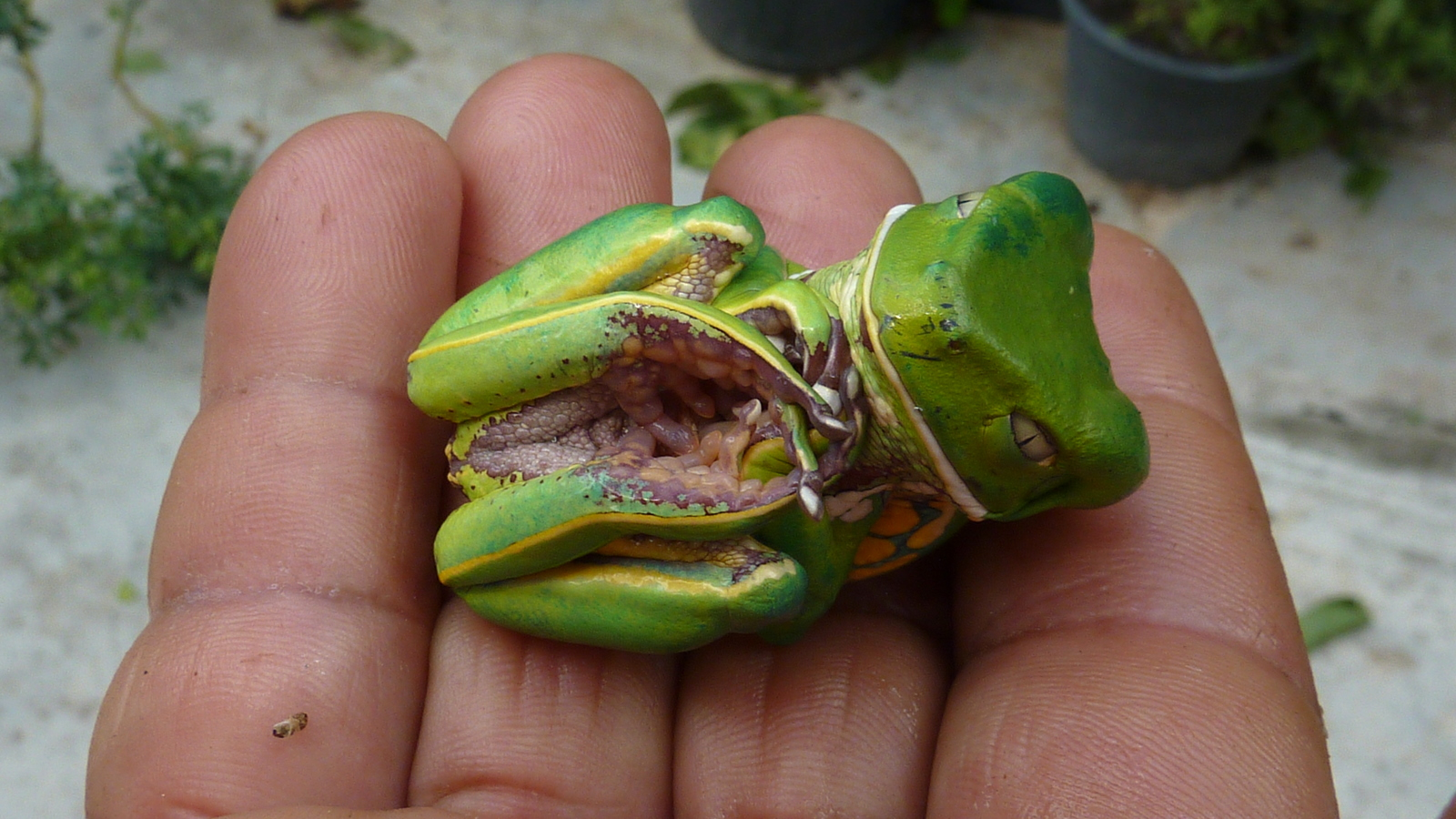
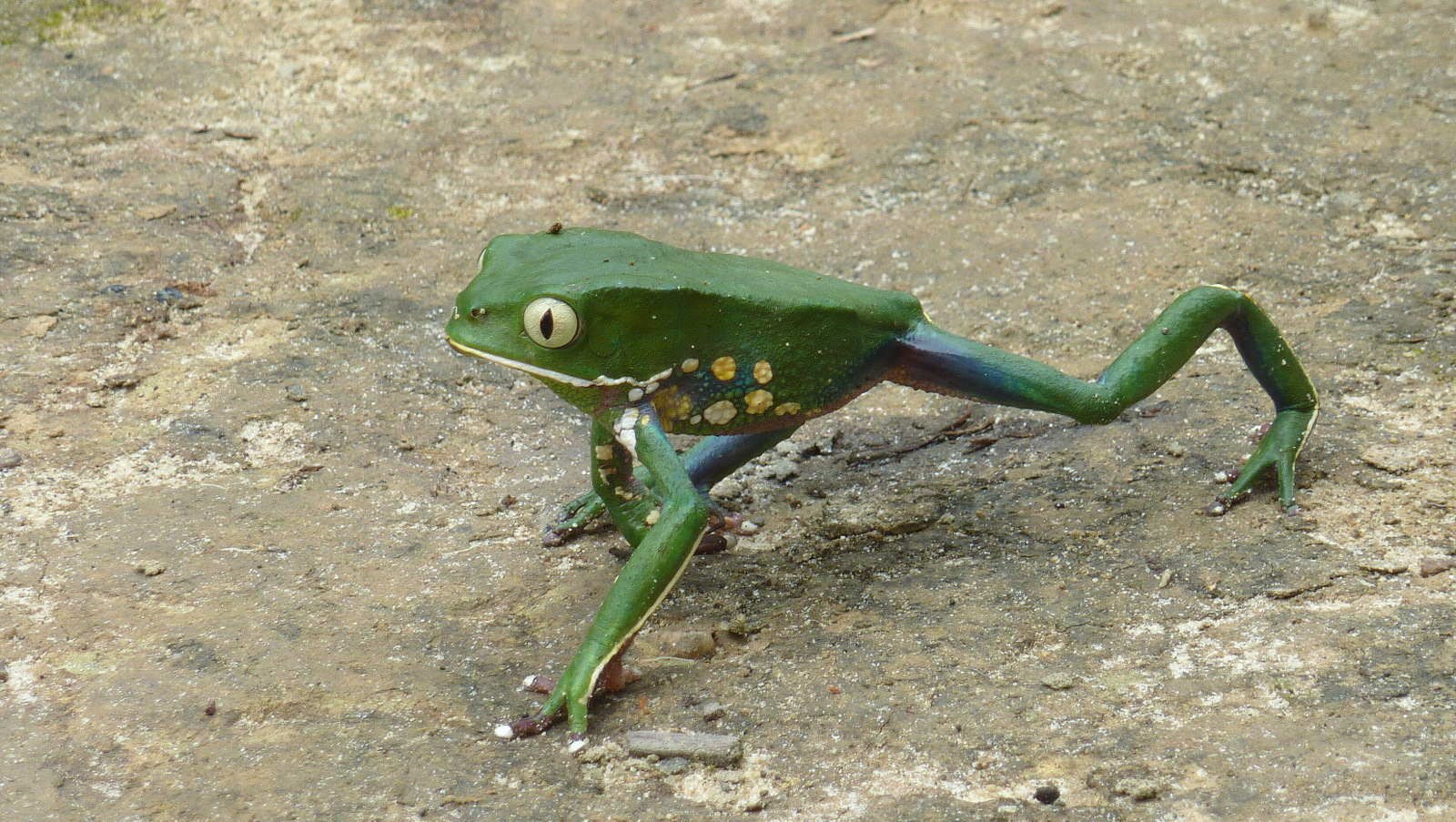